# 王任賢
王任賢（1958年1月14日—），生於台灣台北市，感染科醫師。現任中國醫藥大學附設醫院感染科主治醫師、北京京都兒童醫院血液腫瘤科教授。天津市卫生和计划生育委员会医院感染专项顾问、天津医科大学总医院医院感染质控专家小组外聘专家、天津中医药大学第一附属医院顾问、天津市性病艾滋病协会顾问、天津市儿童医院医院顾问、江苏省卫计委医院感染质量控制中心特聘院感专家、世界中医药学会联合会医院感染专业委员会常务理事、海峡两岸医药卫生交流协会第一届精准感染病学专业委员会副主任委员、原天津市海河医院顾问、原台中市市政顾问。在SARS疫情期間，曾任中華民國衛生署疾病管理局中區傳染病防治醫療網指揮官。以堅定認為萊克多巴胺對人體無害，支持美國牛肉進口為人所熟知。

## 軼事
- 2012年2月21日，陳冲內閣召開第二次行政院美牛技術諮詢小組會議時，王任賢擔任衛生署專家。
- 2020年COVID-19期間，投書中國時報 （页面存档备份，存于）自由時報 （页面存档备份，存于）批評「台灣醫界是腐爛的草莓嗎？」質疑「防疫戰還沒開打，醫護就要落跑」，並認為滯留在武漢的台灣人回國醫療的權利。